# 東京都立産業技術研究センター

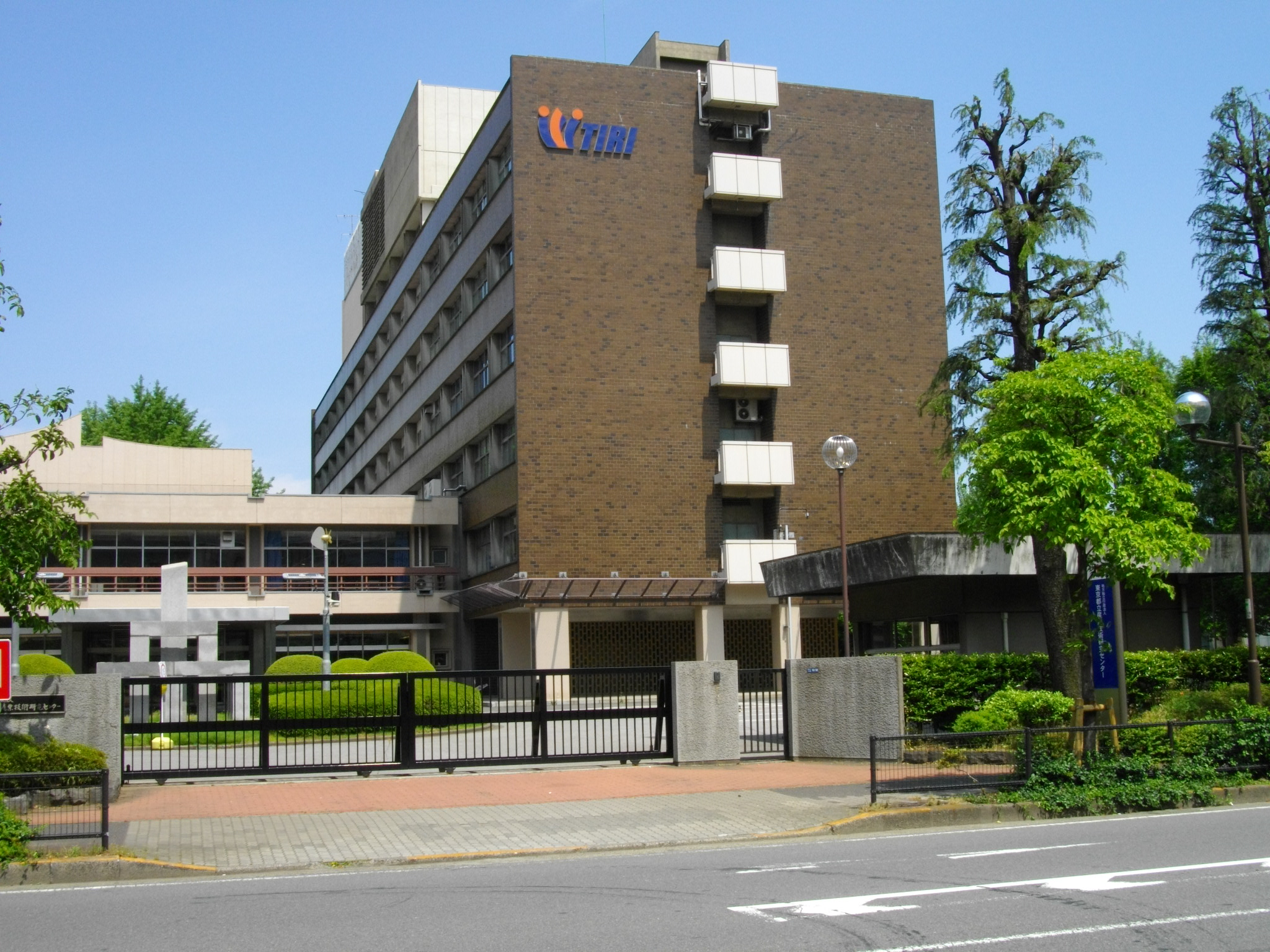
東京都立産業技術研究センター　旧西が丘庁舎

地方独立行政法人東京都立産業技術研究センター（とうきょうとりつさんぎょうぎじゅつけんきゅうセンター、英語: Tokyo Metropolitan Industrial Technology Research Institute、略：都産技研、TIRI）は、東京都が設置する公設試験研究機関である。 産業技術に関する試験、研究、普及及び技術支援等を行うことにより都内中小企業の振興を図り、もって都民生活の向上に寄与することを目的としている。

## 沿革
- 1921年（大正10年）10月 - 東京府立東京商工奨励館設立.
- 1924年（大正13年）8月 - 東京市電気研究所設立。
- 1927年（昭和2年）3月 - 東京府立染織試験場設立。
- 1959年（昭和34年）7月 - 東京都立アイソトープ総合研究所設立。
- 1970年（昭和45年）12月 - 東京都立工業奨励館と東京都電気研究所を統合し、東京都立工業技術センターを設立。
- 1997年（平成9年）4月 - 東京都立工業技術センターと東京都立アイソトープ総合研究所を統合し、東京都立産業技術研究所として発足。
- 2000年（平成12年）4月 - 東京都立繊維工業試験場と統合
- 2006年（平成18年）4月 - 東京都立産業技術研究所と、城東地域中小企業振興センター、城南地域中小企業振興センター、多摩中小企業振興センターの技術部門を統合し、地方独立行政法人へ移行。地方独立行政法人東京都立産業技術研究センター設立。
- 2010年（平成22年）2月 - 多摩テクノプラザ開設
- 2011年（平成23年）10月3日 - 西が丘本部と駒沢支所を統合し、本部を江東区青海に移転。
- 2021年（令和3年）
  - 4月 - 東京都立食品技術センターと統合。
  - 11月 - 設立100周年を迎える。

## 所在地
- 本部：江東区青海2丁目4-10
- 多摩テクノプラザ：昭島市東町3丁目6-1
- 城東支所：葛飾区青戸7丁目2-5（改修工事のため休館中）
- 城南支所：大田区南蒲田1丁目20-20
- 墨田支所：墨田区横網1丁目6-1
- 食品技術センター：千代田区神田佐久間町1丁目9
- バンコク支所：86/6, Soi Treemit, Rama IV Road, Klongtoei, Bangkok, Thailand

## 関連人物
- 井上貞蔵 - 元東京商工奨励館館長。
- 古賀逸策 - 元職員（東京市電気研究所時代）。東京大学、東京工業大学名誉教授
- 横山幸雄 - 城南支所、3Dものづくり担当、3Dプリンターによるバイオリンの製作